# Наталія Еденмонт

Наталія Еденмонт (повне ім'я — Наталія Ніколь Еденмонт) (нар. 7 лютий 1970, м.Ялта, УРСР) — фотохудожниця шведсько-українського походження, яка почала працювати у Стокгольмі в 1991 році.

## Біографія
Наталія Еденмонт народилася 7 лютий 1970 року у місті Ялта, УРСР.
Навчалася у дитячій художній школі в місті Ялта в Криму, де головний акцент був зміщений на вивченні мистецтва, музики та балету .
Її батьки померли, коли вона була підлітком.
Попри це вона продовжила навчання у Київ державній художній школі і в художній школі в міста Сімферополь.
1991 році вона вивчала графічний дизайн у школі Форсберга у Стокгольмі.

## Творчий доробок
Основною темою творчості є зображення жінок, дівчат та чоловіків, переважно у класичній манері, але вона відома через використання мертвих тварин та їх частин як елементи композиції своїх фотографій. Сюжети для своїх фоторобіт вона бере з місць, що вона відвідувала. За допомогою цього мистецького прийому вона показує подвійні стандарти у суспільстві.
Виставки Наталії Еденмонт проходили у Лондоні, Нью-Йорку, Берліні та Москві .
Її творчість критикується організаціями з прав тварин. Нею був виплачений штраф у 15 000 крон за використання крил метеликів для комерційних цілей.